# 太华乡
太华乡，是中华人民共和国四川省南充市南部县曾经下辖的一个乡。2019年10月，撤销太华乡，将其所属行政区域划归大王镇管辖。

## 行政区划
太华乡撤销前下辖以下地区：
春坪垭村、桃树湾村、庙嘴子村、六房坪村、板桥寺村、李家垭村、五房嘴村、油房湾村、枷担湾村、南阳庙村、宋家庙村、坛神庙村和老屋山村。